# Хмелевский, Арон
Арон Хмелевский (пол. Aron Chmielewski; род. 9 октября 1991, Гданьск, Польша) — польский хоккеист.

## Биография
Родился в Гданьске в 1991 году. Выступал в юношеской лиге Германии за команду из Ганновера. В 2009 году выступал во второй лиге Польше за дубль гданьского «Сточнёвца». В сезоне 2009/10 дебютировал за первую команду. В 2011 году подписал контракт с командой «Краковия». Выступал за клуб с 2011 по 2014 год, завоевал золотую и серебряную медали чемпионата Польши, а также национальный кубок.
В 2014 году присоединился к чешской команде «Оцеларжи». В 2015 и 2018 году в её составе стал серебряным призёром чешской лиги, а в 2019 году — чемпионом. Также выступал во второй лиге страны за «АЗ Гавиржов», с 2015 года выступает за «Фридек-Мистек» и за «Оцеларжи».
выступал за юниорские и молодёжные сборные Польши на чемпионатах мира. В 2014 году дебютировал за основную команду в первом дивизионе чемпионата мира по хоккею с шайбой. В том же году вместе с командой выиграл группу B первого дивизиона и стал выступать в группе A.